# 3391 Sinon
3391 Sinon este un asteroid descoperit pe 18 februarie 1977 de Hiroki Kosai și Kiichiro Hurukawa.